# Gare de Shanghai-Ouest
La gare de Shanghai-Ouest (en chinois : 上海西站) est une gare ferroviaire chinoise, c'est l'une des principales gares de Shanghai.